# Бубурос
„Бубурос“ је југословенски телевизијски филм из 1964. године. Режирао га је Здравко Шотра, а сценарио је писао Жорж Куртелин.

## Улоге
| Глумац                 | Улога   |
| ---------------------- | ------- |
| Драгомир Бојанић Гидра | Андре   |
| Славко Симић           | Бубурос |
| Олга Спиридоновић      | Адела   |